# Joaquim Solé i Vilanova
Joaquim Solé i Vilanova (Igualada, 1952) és un economista català, catedrátic d'Hisenda Pública de la Universitat de Barcelona, expert en finançament autonòmic i municipal.
És un dels economistes que elaboraren els Resultats de la balança fiscal de Catalunya amb l'administració central 2002-05, publicat el juliol de 2008. És membre del consell de redacció de la Revista d'Igualada. L'any 2010 va participar en el programa S'ha acabat la festa emès per 30 minuts, el programa informatiu de Televisió de Catalunya. Ha estat col·laborador del programa L'oracle de Catalunya Ràdio.